# Cattleya resplendens
Cattleya resplendens är en orkidéart som beskrevs av Heinrich Gustav Reichenbach. Cattleya resplendens ingår i släktet Cattleya och familjen orkidéer. Inga underarter finns listade i Catalogue of Life.